# Brauerei C. W. Naumann

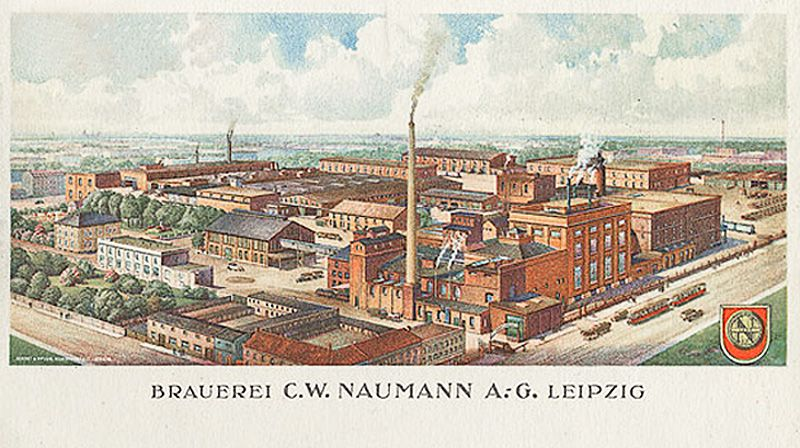
Brauerei C. W. Naumann, um 1920

Die Brauerei C. W. Naumann war eine Brauerei im Leipziger Stadtteil Plagwitz. Nach einer Betriebszeit von über 120 Jahren wurde die Produktion 1991 eingestellt. Nachdem das Gelände zur Brache verkommen war, wurde von 2017 bis 2019 hier das Wohnquartier „Naumann’sche Brauerei“ errichtet.

## Lage
Die Brauerei C. W. Naumann befand sich in dem Geviert zwischen der Zschocherschen Straße und der Erich-Zeigner-Allee südlich der Eduardstraße. Das Betriebsgelände umfasste etwa 2,75 Hektar. Das Gelände fällt von der Zschocherschen Straße zur Erich-Zeigner-Allee um über sechs Meter ab.

## Geschichte
Im Jahr 1828 legte der aus Glaucha bei Halle stammende Bierbrauer Carl Wilhelm Naumann (1792–1876) den Brauer- und Mälzer-Eid vor dem Rat der Stadt Leipzig ab und gründete die Brauerei C. W. Naumann. Er braute zunächst in einem gepachteten Brauhaus an der Windmühlengasse. 1832 kaufte er das Gut Kleine Funkenburg am Ranstädter Steinweg, ließ ein Brauhaus errichten und braute 1835 hier das erste Bier. Zur kühlen Lagerung des Biers kaufte er ein Grundstück in der Gemeinde Plagwitz und ließ einen Keller in das Erdreich graben, den er Felsenkeller nannte.
1857 erwarb Naumann das große Grundstück an der Zschocherschen Straße und errichtete hier zunächst einen weiteren Lagerkeller, dem bald eine Brauerei unter Nutzung einer Dampfmaschine (Dampfbrauerei) folgte. 1864 wurde die Produktion aufgenommen. In den Folgejahren wurde der Betrieb ständig erweitert. Es entstanden unter anderem ein neues Mälzerei-Gebäude, ein Sudhaus, ein Gleisanschluss und ein Kontor-Gebäude. 1884 machte eine Eismaschine die Lagerung im alten Felsenkeller überflüssig. 1901 begann die Abfüllung von Flaschenbier, nachdem bis dahin nur in Fässern gelagert und geliefert wurde.
Im Jahr 1887 war C. W. Naumann mit einer Jahresproduktion von 38.000 Hektolitern die drittgrößte Brauerei der Stadt Leipzig nach Riebeck & Co. und der Vereins-Bier-Brauerei zu Leipzig.
Zur Sicherung seines Absatzes kaufte, errichtete oder mietete Carl Wilhelm Naumann zahlreiche Gaststätten: 1864 ein vierstöckiges Wohngebäude mit Gaststätte auf seinem Grundstück Kleine Funkenburg, 1877 Zills Tunnel mit Neuaufbau, 1890 das Ballhaus Felsenkeller auf dem Grundstück des alten Felsenkellers, 1913 das Naumann-Bräu im Dresdner Hof mit 1000 Plätzen und das Varieté Drei Linden, heute Musikalische Komödie.
Zunächst führte Naumann den Betrieb als offene Handelsgesellschaft mit seinen beiden ältesten Söhnen. Als 1891 die Umwandlung in eine Aktiengesellschaft erfolgte, deren Aktien in Familienbesitz blieben, war schon die dritte Generation beteiligt. Nach einer Schwächung im Ersten Weltkrieg erfuhr das Unternehmen in den 1920er Jahren einen erneuten Aufschwung. 1918 wurde die Dampfbrauerei Zwenkau übernommen und 1921 der ursprünglich größere Konkurrent, die Vereins-Bier-Brauerei zu Leipzig, mit der eines der ältesten Braurechte der Stadt verbunden war. Im Jahr 1929 produzierten etwa 300 Beschäftigte ca. 170.000 Hektoliter Bier.
Nachdem im Zweiten Weltkrieg wieder Schwierigkeiten aufgetreten waren, wurde der Betrieb 1946 enteignet und unter dem Namen VEB Westquell in Volkseigentum überführt. 1959 wurde daraus der Betriebsteil II des VEB Sachsenbräu, der 1968 im VEB Getränkekombinat Leipzig aufging. Nach der Reprivatisierung 1990 als Brauhaus Plagwitz wurde 1991 der Betrieb eingestellt und das Gelände verfiel.

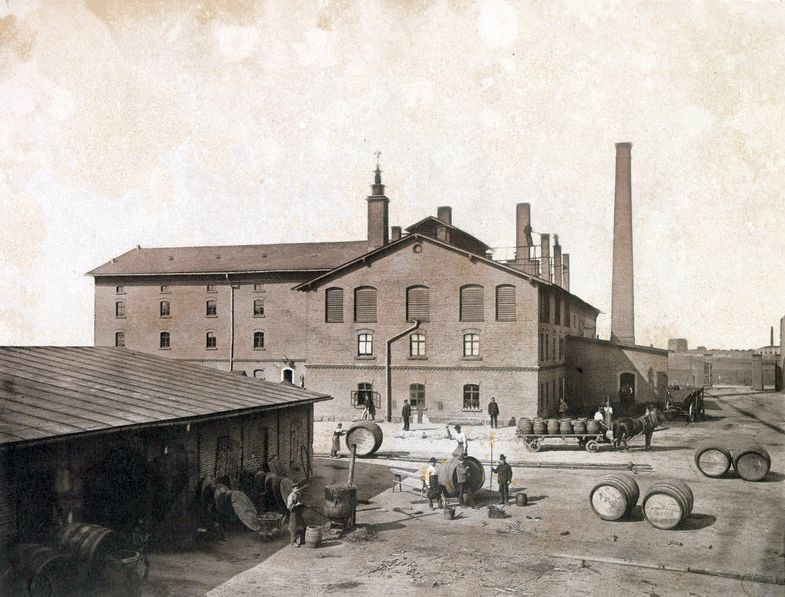
Brauerei, um 1900
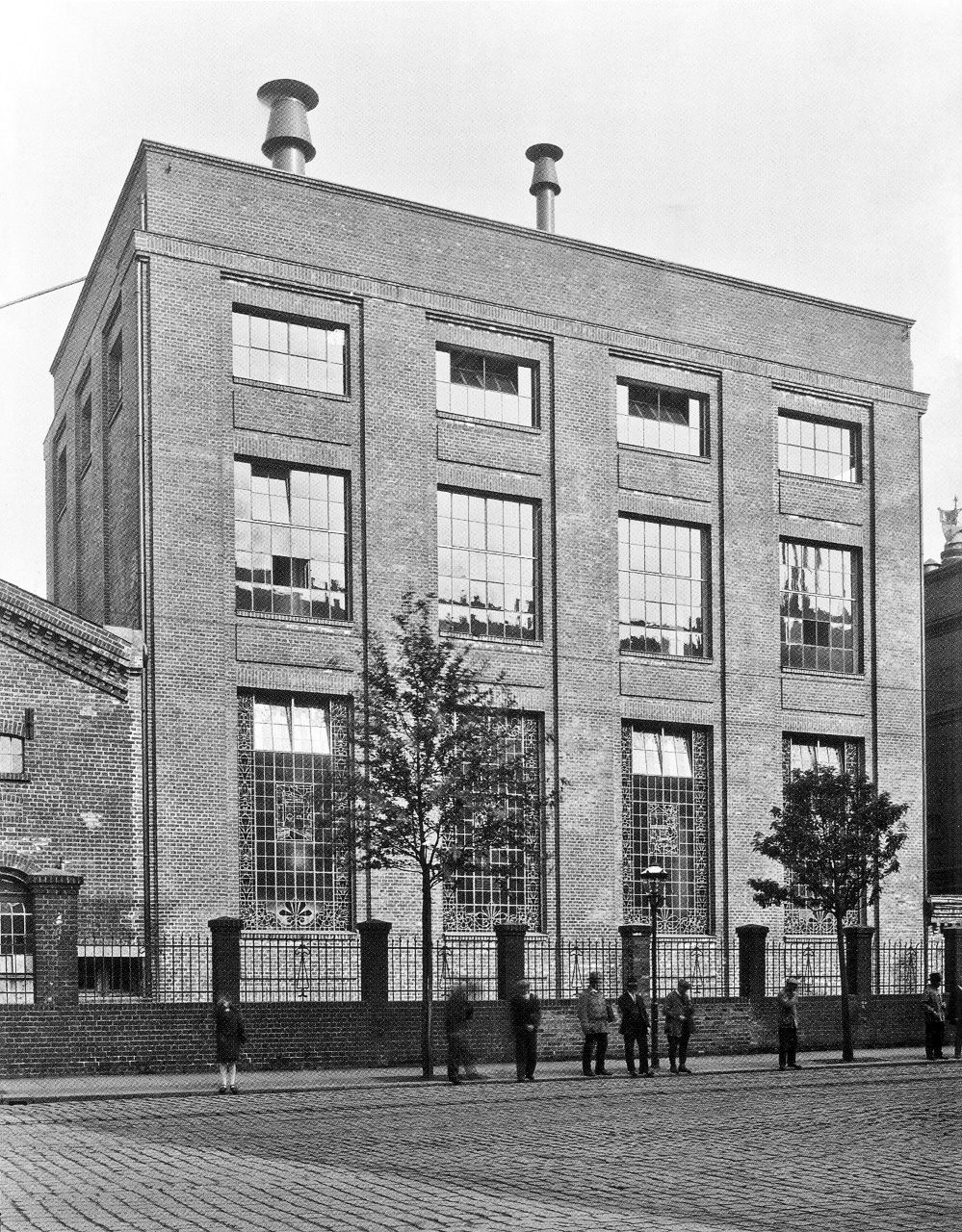
Sudhaus Zschochersche Straße, um 1929
Aktie über 100 RM der Brauerei C. W. Naumann AG vom 6. Juni 1941

## Wohnquartier
Nach fünfzehnjähriger Brachlage eröffnete der Discounter Lidl 2007 auf etwa einem Viertel des Geländes eine Filiale mit zugehörigem Parkplatz. Es dauerte weitere zehn Jahre, bis auf dem großen Rest des Geländes Bauarbeiten begannen. Nach dem Kauf des Geländes durch die Wiesbadener Haus & Capital Wirtschafts- und Finanzierungsberatungs-GmbH wurden 2012 in einem Workshopverfahren Möglichkeiten der Umnutzung des Brauereigeländes durch sechs Architekturbüros begutachtet. Nach weiterer Planung durch das Architekturbüro Mann & Schott begannen 2017 die Bauarbeiten. Erhalten wurden dabei die auf dem Areal stehenden denkmalgeschützten Bauten: das ehemalige Sudhaus an der Zschocherschen Straße, der an die Erich-Zeigner-Allee angrenzende sogenannte „Eiskeller“ und das ehemalige zweigeschossige Kontorhaus. Neu errichtet wurden elf „Stadtvillen“ mit vier bis sechs Geschossen. Insgesamt entstanden 226 Wohnungen. Das nach Osten abfallende Gelände wurde in gestuften Ebenen mit Fußwegen und Grünanlagen gestaltet und ist vollständig autofrei. Tiefgaragen führen bis unter die Häuser, von wo aus die Wohnungen per Fahrstuhl erreicht werden können.

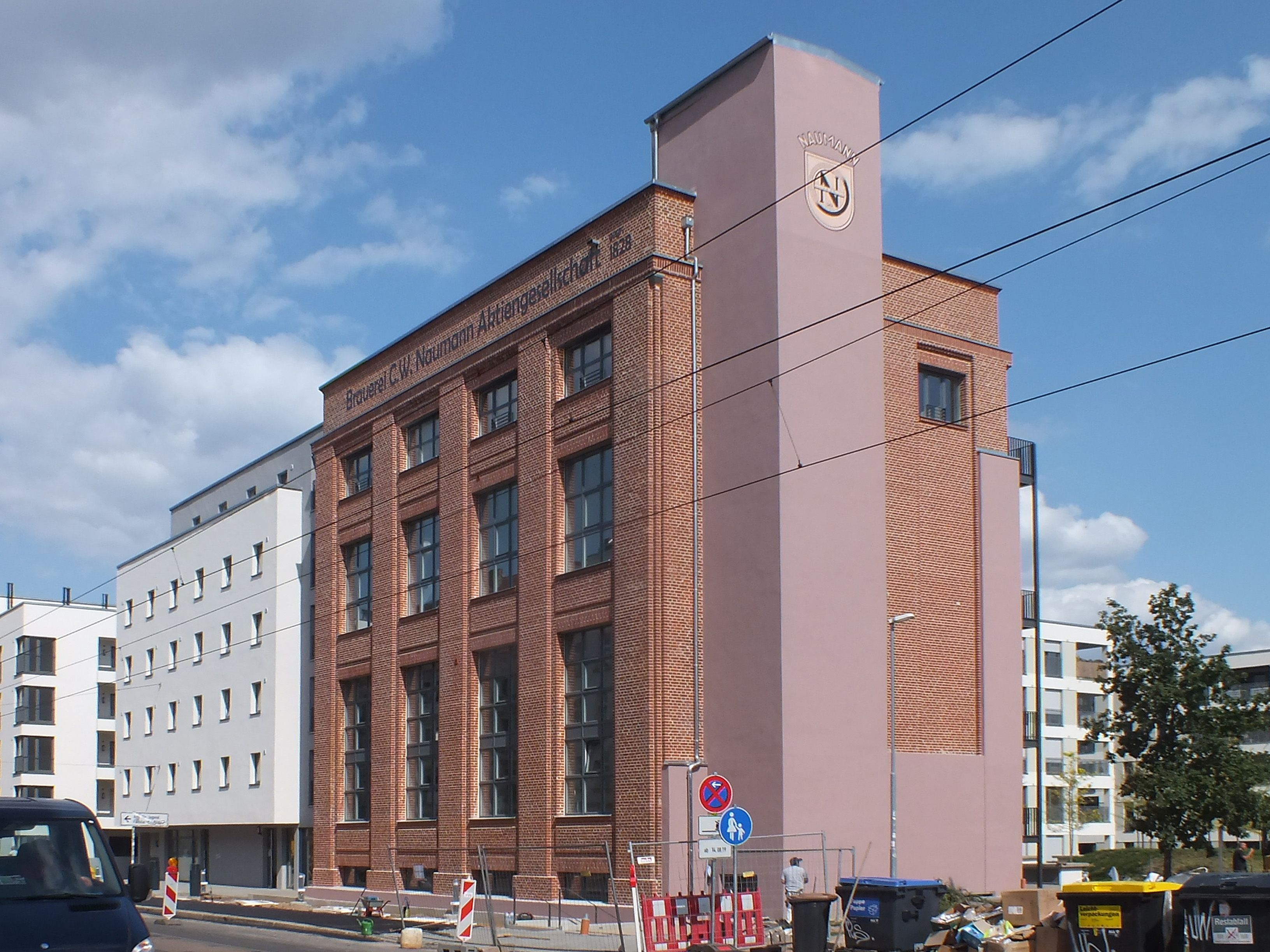
Saniertes Sudhaus
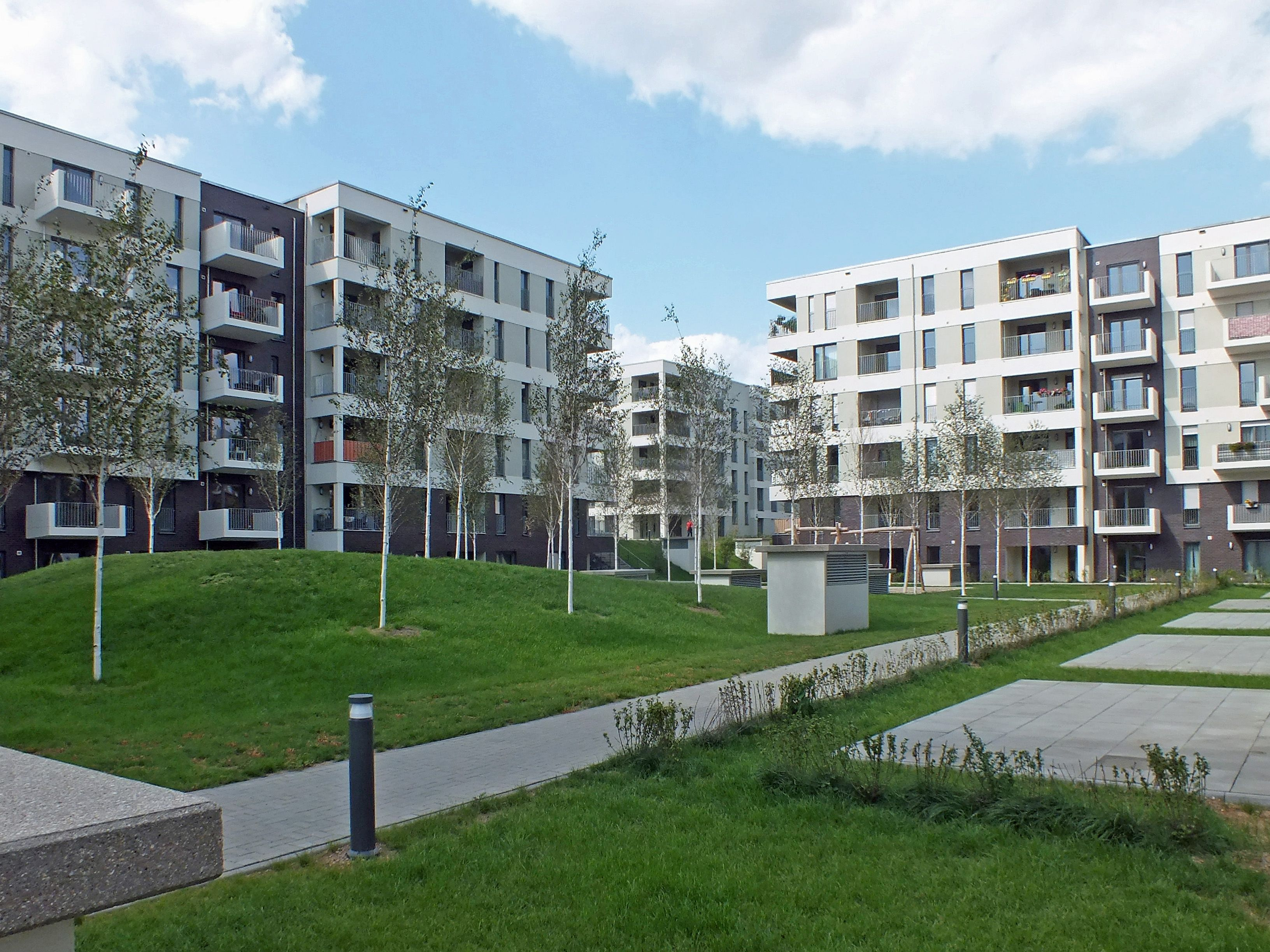
Stadtvillen um den Innenhof
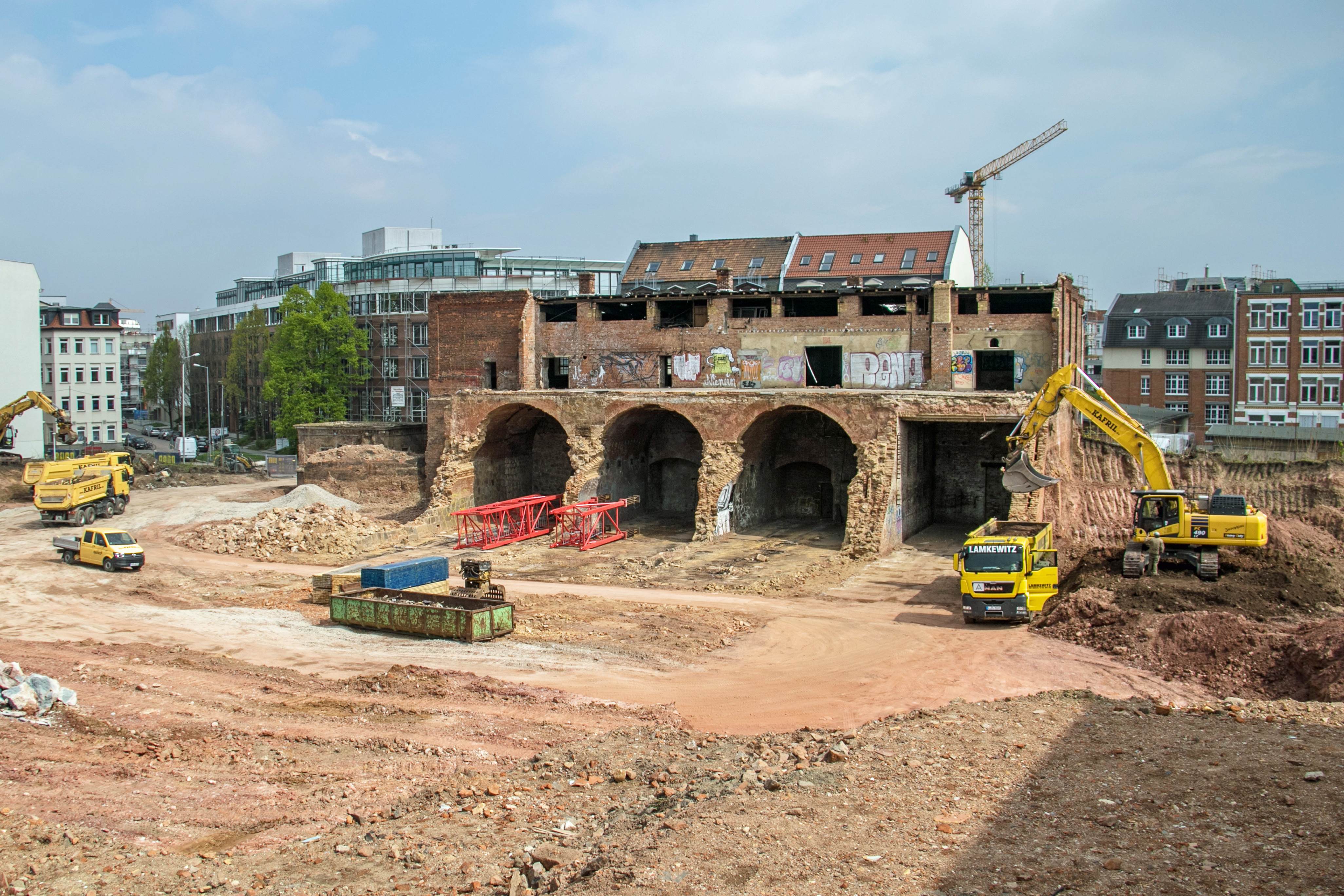
Freilegung der Eiskeller-Gewölbe…
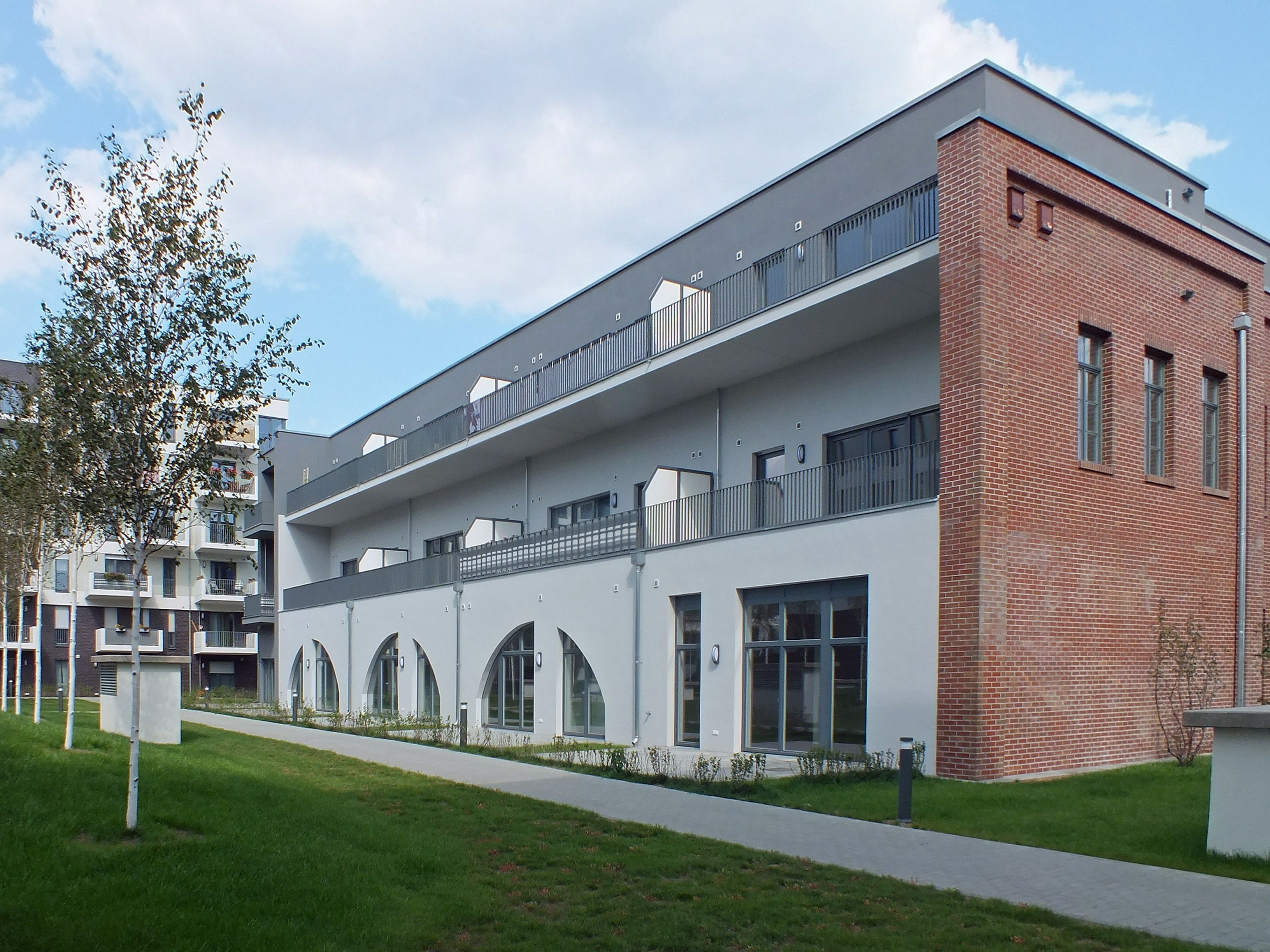
…und was daraus wurde: Rekonstruierter Kühlkeller